# Norra Åsum
För andra betydelser, se Norra Åsum (olika betydelser).
Norra Åsum är en sydvästlig del av tätorten Kristianstad i Kristianstads kommun och kyrkby i Norra Åsums socken i Skåne. Norra Åsums kyrka ligger här likaså Wendes artilleriregementes före detta kasernområde. Före 2015 utgjorde orten en egen separat tätort. Åsum är belagt i skrift första gången 1289 (Asum).

## Förhistoria
Fornlämningarna i  Norra Åsums närområde består av boplatser, gravar, historiska by/gårdstomter och en tidigmedeltida kyrkogård. Lämningar från den långa tidsperioden från tidigneolitikum till historisk tid finns bland fornlämningarna. Området har under hela tiden varit attraktivt för bosättning. De lättarbetade sandjordarna var attraktiva för primitivt jordbruk och de näringsrika sankängarna bidrog till åkerbruk med slåttermarker och beten för boskapsskötsel. 
Under yngre stenåldern neolitisk tid, cirka 4 000–1 800 f Kr, sjunker havet undan, Efter denna tid finns flera bosättningar i området kring Norra Åsum. Snårarp mellan Vä och Norra Åsum har ett stort grav- och boplatsområde. Boplatsen hade fyra långhus, en mindre hydda, fynd av pilspetsar, fragment av dolkar och ett fragment av en skära dateras till senneolitisk tid. Människorna bedrev ett småskaligt jordbruk, främst långfristigt trädesbruk, och viss boskapsskötsel.
Under bronsåldern fortsatte bebyggelsen som visas av Åsums gravhögar. Vid fyndplatsen i Snårarp dokumenterades flera lager av bosättningar. Människor var bosatta i Snårarp mer eller mindre hela tiden sedan yngre stenåldern. Norra Åsum tid under bronsåldern (1 800–500 f Kr) vittnar också gravhögar om. Många gravhögar har odlats bort i det moderna jordbruket men i området runt  Norra Åsum finns fortfarande ett större antal gravhögar. En gravhög i nordvästra delen av Åsums norra Fure har fått namnet Gullhögen. Gravhögarna från bronsåldern har ofta kärnröse med centralgrav med kista av trä eller sten. Röset är sedan övertäckt med grästorvor som är staplade på varandra.  Ofta utökades  gravhögarna. senare under bronsåldern. Då kremerades oftast de döda och att kvarlevorna placerades i urnor ofta i äldre högar eller under flat mark på urnegravfält. Åsumfältet har spår av minst fyra gravhögar från bronsåldern. Den bäst bevarade ligger väl synlig vid vägkorset norr om Mellanfuret. Tre andra  gravhögarna har skadat av militären på övningsfältet. De tre högarna ligger tillsammans inne i Mellanfurets norra del. Åsums bybildning äger rum under järnåldern. Bynamnen Härlöv och Åsum vittnar om tidig bybildning i området, senast under yngre järnåldern (500–800 e Kr).
År 2012 undersökte Sydsvensk Arkeologi AB fornlämningarna RAÄ Kristianstad nr 226 och 251. Anledningen till undersökningen var att området skulle bebyggas med småhus. Två ytor med en areal av cirka 8500 m2 undersöktes. Spår av aktiviteter och boplatser från tre tidsperioder hittades. Äldst från Tidig-  och mellanneolitikum (TNII/MNAII),  sedan också från senneolitikum/äldre bronsålder samt slutligen förromersk/romersk järnålder. Lämningarna kom från en boplats och aktivitetsytor. Boplatsen har sannolikt samband med en boplats som undersöktes år 2006 RAÄ Kristianstad nr 112. Dessa båda boplatser är delvis samtida ibland avlöser de varandra. Boplatsens storlek kan ha ökat eller den kan ha omlokaliserats inom området. RAÄ Kristianstad 251 hade ett stort antal boplatslämningar. En mindre bostad från neolitisk tid och två arbeteshyddor från förromersk eller romersk järnålder. Däremot påträffades inga långhus. Långhusen kan ha stått på höjdläget söder om fornlämningen som 2012 redan var bebyggda med villor.
Flera arkeologiska undersökningar och relevanta iakttagelser finns dokumenterade i Norra Åsum socken. Socknen ingår sedan 1941 administrativt i Kristianstad. Av särskilt intresse är två undersökningar som gjordes på ett område mellan Norra Åsums gamla bytomt (RAÄ Kristianstad 236) och fornlämningar på Norra Åsum 1:14. I detta område påträffades grophus, en brunn och kulturlager med dateringar till perioden tidigmedeltid till senmedeltid (RAÄ Kristianstad 224. Bytomten utgör ett cirka 500x300 meter stort område. Fornlämningen är utmärkt efter Norra Åsums gamla tomt enligt lantmäterikarta från 1807-1808. Väster om kyrkan har lämningar av en skans (RAÄ-nr 204:1) delundersökts och denna skans tolkades som överlagrande ett äldre befästningsverk med koppling till en tidigmedeltida sätesgård till vilken sockenkyrkan ursprungligen hört.

## Tidigmedeltida kyrkogård
Den under tidig medeltid övergivna kyrkogården och den historiska gårdstomten utgör en kulturhistorisk lämning av stort värde som bör bevaras så långt det är möjligt. Vid undersökningar som tidigare företagits på fornlämningen RAÄ Kristianstad 210 har sammanlagt dokumenterats 117 gravar. Förutom enkelgrav har både dubbel och trippelgravar dokumenterats men även gravar utan bevarade skelett. Den naturliga marken har varierat ibland sand och ibland grus, Mindre kornstorlek har gett  bättre bevaring. Tidigare undersökningar har visat att varit mycket svårt att se gravarna innan skelettet framträder. Nedgrävningarna avtecknar sig dåligt i markunderlaget. 
Stora markingrepp har skett på platsen utan dokumentation bl.a.  en grundgrävning för ett hus och en mängd olika typer av ledningsdragningar. De antikvariska och arkeologiska förutsättningarna försämrades av dessa ingrepp, men tidigare undersökningar har visat att orörda områdena innehåller ett stort antal gravar. 
Gravarnas nedläggningstid var avgränsad i tid. Gravplatsen  övergavs då Norra Åsums befintliga kyrka togs i bruk på 1190-talet. Vid besiktning på platsen före undersökningen 2010 kunde konstateras att gravar hade förstörts vid schaktningsarbeten som tidigare företagits utan tillstånd. Fornlämning RAÄ Kristianstad 210 har flera gånger varit föremål för flera arkeologiska insatser. 
1959 vid nedläggning av telekabel påträffades fem skelettgravar orienterade i öst-väst strax väster om Fredskogsvägen, vid Norregård. Gravarna djup var cirka  0,75 m under vägens yta. Skeletten tolkades som rester av en kolerakyrkogård från 1800-talet. Enligt rapporten begravdes skeletten åter inom området.
1979 gjordes en arkeologisk förundersökning med anledning av att en villa skulle byggas. Undersökningen utfördes väster om Fredskogsvägen, i höjd med Norregård. Undersöktes resulterade i fynd av 41 gravar. Fyndet av en yxa i en grav och en kam och kniv i en annan daterad gravarna till tidig medeltid. Kammen kunde dateras till cirka år 1100.  Kyrkogårdens södra del hade förstörts vid grustäkt enligt rapporten,
Då Fredskogsvägen ombyggdes år 1983 gjordes en arkeologisk undersökning som dokumenterade 71 gravar med 68 bevarade skelett. Skeletten i söder på kyrkogården var sämre bevarade i grova grus, medan skeletten i norr var väl bevarade i fin sand. Inga spår av en kyrka påträffades, men en lokal tradition förlägger Åsums äldsta kyrka inom området.

## Norra Åsums nya kyrka
Kyrkan i Norra Åsum var en betydande kyrka i nordöstra Skåne. Vid kyrkan finns Norra Åsumstenen vilken omtalar den danske biskopen Absalon. Absalon var av den danska mäktiga ätten Hvide. Absalon antas vara en av byggherrarna av kyrkan och då bör kyrkan ha tillkommit under perioden mellan 1178 och 1201 då han var biskop. Norra Åsums stora ekonomiska och politiska betydelse avspeglas i denne byggherre. Kyrkan byggdes med ett rektangulärt långhus, ett lite lägre och smalare kor och en halvrund absid i öster. Västtornet är ett av Skånes högsta från medeltiden. Kyrkan hade tidigare ingångar i norr och söder. Vid bygge av nytt vapenhus väster om tornet på 1800-talet skapades en ny ingång till kyrkan via tornets västvägg. Valv  i kyrkan tillkom under 1400-talet. En restaurering 1971 föranledde en arkeologisk undersökning av kyrkan. Vid undersökningen påträffades cirka 150 mynt, varav hälften medeltida. Silverbrakteater och så kallade Borgarkrigsmynt. Fynd av medeltida fönsterglas, bokspännen, pärlor, medeltida tegel, fragment av kritpipor samt keramik hittades också. En oskadad gravsten av kalksten med spår av inskriptioner hittades i det nya vapenhuset.

## Ortsbeskrivning i Atlas över svenska orter omkring 193o
Norra Åsum enligt jordeboken Åsum. By i Kristianstad län, Norra Åsums kommun med 34 jordbruksfastigheter och 59 andra fastigheter. Taxeringvärde för jordbruksfastigheter 945 600 kr, därav 925 300 i jordbruksvärde och 17 100 skogsvärde och 3 200 i tomt- och industrivärde samt för andra fastigheter 240 800. 

### Gårdar
- Åsum Nr 4, 8, 17, 3/4 mantal, nr 8, 1/8 mantal, nr 10, 3/16 mantal, ägdes Per Nilsson. Gårdens areal 124 hektar, därav 59,5 åker, 34 skog, taxeringsvärde för jordbruksfastigheten 80 000 kr, därav 75 600 jordbruksvärde och 4 400 skogsvärde
- Åsum nr 4, 13, 24, 25, 11/8 mantal, kallas Trädgårdslund, ägdes av Per Larsson, areal 128 hektar, därav 63,5 åker, 10 hektar skog, taxering för jordbruksfastighet 80 000 kr, därav 78 800 jordbruksvärde och 1 200 skogsvärde samt å annan fastighet 2 000kr..
- Åsum nr 8, 9, 1/4 mantal, nr 14, 27, 1 mantal, kallas Svanevik, tillhörde Thorsten Nilsson; areal 153,9 hektar, därav 41,3 åker, 25 skog, taxering för jordbruksfastighet 86 000 kr, därav 81800 jordbruksvärde och 4 200 skogsvärde samt å annan fastighet 1 600 kr.
- Åsum nr 12, l/4 mantal, nr 7, l/32 mantal, Åsumtorp nr 2, 1/4 mantal, kallas Killegärden, tillhörde Per Nilsso med en areal av 50,5 hektar, därav 45 åker, 3,5 skog, taxering för jordbruksfastigheten 72 000 kr, därav 71 700 jordbruksvärde och 300 skogsvärde samt för annan fastighet 3 600 kr.
- Åsum nr 15, 12, 3/4 mantal, nr 10, 21/128 mantal, nr 25, 5/32 mantal, ägdes av Nils Olsson,  Areal 82,9 hektar, därav 60,4 åker, taxering för jordbruksfastighet 76 000kr allt jordbruksvärde.
- Åsum nr 26, 1/2 mantal, nr 24, 3/16 mantal, nr 25, 7/96 mantal, äges av Karl Larsson. Sammanlagd areal 73,9 hektar, därav 44 åker, 10 skog, taxering för jordbruksfastigheten 57 500 kr, därav 56 600 jordbruksvärde och 900 skogsvärde.
- Åsum nr 28, 3/8 mantal, Åsumtorp nr 9, l/4 mantal, kallas Norregård, tillhör Jolin Jeppssons stärbhus; areal 76,5 hektar, därav 50,5 åker, taxering för jordbruksfastighet 83 200 kr, därav 80 000 i jordbruksvärde och 3 200 tomt- och industrivärde.
- Åsum nr 3, 22, 1 mantal, ägdes staten; areal 125,4 hektar, därav 79,1 åker, 28,2 skog, taxering som jordbruksfastighet 77 000 kr, därav 73 600 i jordbruksvärde och 3 400 i skogsvärde.
- Åsum nr 6, 16, 17, 11/2 mantal, kyrkoherdeboställe; areal 112,3 hektar, därav 44 åker, 47,6 skog, taxerad som jordbruksfastighet till 55 300 kr, därav 55 100 jordbruksvärde och 200 skogsvärde samt som annan fastighet 20000 kr.

Bränneri taxerat som annan fastighet 42 000 kr. Mejeri taxerat till 25 000 kr. Kvarn taxerad till 9 000 kr.

## Befolkningsutveckling
| Befolkningsutvecklingen i Norra Åsum 1960–2010 | Befolkningsutvecklingen i Norra Åsum 1960–2010 | Befolkningsutvecklingen i Norra Åsum 1960–2010 | Befolkningsutvecklingen i Norra Åsum 1960–2010 | Befolkningsutvecklingen i Norra Åsum 1960–2010 |
| ---------------------------------------------- | ---------------------------------------------- | ---------------------------------------------- | ---------------------------------------------- | ---------------------------------------------- |
|                                                |                                                |                                                |                                                |                                                |
| År                                             |                                                |                                                | Folkmängd                                      | Areal (ha)                                     |
| 1960                                           | 1960                                           |                                                | 543                                            |                                                |
| 1965                                           | 1965                                           |                                                | 557                                            |                                                |
| 1970                                           | 1970                                           |                                                | 1 014                                          |                                                |
| 1975                                           | 1975                                           |                                                | 1 016                                          |                                                |
| 1980                                           | 1980                                           |                                                | 937                                            |                                                |
| 1990                                           | 1990                                           |                                                | 1 112                                          | 133                                            |
| 1995                                           | 1995                                           |                                                | 1 244                                          | 140                                            |
| 2000                                           | 2000                                           |                                                | 1 229                                          | 140                                            |
| 2005                                           | 2005                                           |                                                | 1 271                                          | 148                                            |
| 2010                                           | 2010                                           |                                                | 1 264                                          | 148                                            |
| Anm.: Sammanvuxen med Kristianstad 2015.       |                                                |                                                |                                                |                                                |